# Cei mai frumoși ani ai vieții noastre
Cei mai frumoși ani ai vieții noastre  (titlu original: The Best Years of Our Lives) este un film american dramatic din 1946 regizat de William Wyler. Rolurile principale au fost interpretate de actorii Fredric March, Myrna Loy, Dana Andrews, Teresa Wright, Virginia Mayo și Harold Russell. A câștigat Premiul Oscar pentru cel mai bun film. Filmul prezintă trei soldați americani care se reîntorc la viața de civili după ce participă la cel de-al doilea război mondial.  Samuel Goldwyn a avut ideea realizării acestui film după ce a citit un articol în revista Time despre dificultățile revenirii la civilie a soldaților.   Goldwyn l-a angajat pe fostul corespondent de război, MacKinlay Kantor, să scrie scenariul. Munca lui Kantor s-a concretizat în publicarea unei nuvele denumită Glory for Me. Robert Sherwood a fost cel care a adaptat nuvela pentru ecranizare.

## Prezentare
Adaptarea la viața civilă a trei soldați reîntorși din război: unul, director de bancă, altul șomând, iar al treilea mutilat pe viață.

## Distribuție
- Myrna Loy – Milly Stephenson
- Fredric March – Sergeant First Class Al Stephenson
- Dana Andrews – Captain Fred Derry
- Teresa Wright – Peggy Stephenson
- Virginia Mayo – Marie Derry
- Cathy O'Donnell – Wilma Cameron
- Hoagy Carmichael – Unchiul Butch
- Harold Russell – Petty Officer 2nd Class Homer Parrish
- Gladys George – Hortense Derry
- Roman Bohnen – Pat Derry
- Ray Collins – Mr. Milton
- Minna Gombell – Mrs. Parrish
- Walter Baldwin – Mr. Parrish
- Steve Cochran – Cliff
- Dorothy Adams – Mrs. Cameron
- Don Beddoe – Mr. Cameron
- Marlene Aames – Luella Parrish
- Charles Halton – Prew
- Ray Teal – Mr. Mollett
- Howland Chamberlain – Thorpe
- Dean White – Novak
- Erskine Sanford – Bullard
- Michael Hall – Rob Stephenson
- Victor Cutler – Woody

## Aprecieri
„ Efort încununat de succes de a surprinde, fără distanțare în timp, problemele Americii postbelice. În pofida happy-endului impus (șomerul se însoară cu fiica bancherului), filmul e lucid și cinstit. .Secvență rapel: vizita fostului pilot în cimitirul avioanelor căruia, la bar, un ambuscat îi zice: „Împotriva rușilor trebuia să luptați. Ați greșit inamicul.” ”—T. Caranfil , Dicționar universal de filme 